# 勒滕巴赫 (伯恩州)
勒滕巴赫是瑞士的城鎮，位於該國中西部，由伯恩州負責管轄，面積36.79平方公里，四成半土地是農業用地，海拔高度824米，2011年人口1,258，人口密度每平方公里34人。